# Epirrita terminassianae
Epirrita terminassianae is een vlinder uit de familie spanners (Geometridae). De wetenschappelijke naam is voor het eerst geldig gepubliceerd in 1974 door Vardikian.
De soort komt voor in Europa.